# ذبابة ذات قرن
ذبابة ذات قرن أو ذبابة الجاموس أو ذبابة القرن (الاسم العلمي Haematobia irritans)، حشرة من ذوات الجناحين وفصيلة ذبابية منزلية وتتبع جنس اللقاع. هي ذبابة صغيرة (حوالي نصف حجم الذبابة المنزلية) وصفها كارل لينيوس في عام 1758